# Władysław Adamski
Władysław Roman Adamski (ur. 23 maja 1963 w Rudzie Śląskiej) – polski polityk i działacz związkowy, poseł na Sejm I, II i III kadencji.

## Życiorys
W 1990 ukończył Technikum Odzieżowe w Ostrowcu Świętokrzyskim, a w 2008 studia z zakresu filozofii na Uniwersytecie Warszawskim. W latach 1983–1991 zatrudniony był w Przedsiębiorstwie Odzieżowym „Wólczanka” w Ostrowcu Świętokrzyskim. Był działaczem Federacji Związków Zawodowych Pracowników Przemysłu Lekkiego, w 1990 wszedł w skład Krajowej Rady Federacji.
W latach 1991–2001 sprawował mandat posła na Sejm trzech kadencji, będący wybieranym z listy Sojuszu Lewicy Demokratycznej w okręgach kieleckich: nr 8 i nr 18. W 2002 odszedł z SLD i jako niezależny kandydat ubiegał się o stanowisko prezydenta miasta.

## Wyniki w wyborach ogólnopolskich
| Wybory | Komitet wyborczy  | Komitet wyborczy             | Organ           | Okręg          | Wynik        |
| ------ | ----------------- | ---------------------------- | --------------- | -------------- | ------------ |
| 1991   |                   | Sojusz Lewicy Demokratycznej | Sejm I kadencji | nr 8           | 8175 (2,65%) |
| 1993   | Sejm II kadencji  | Sojusz Lewicy Demokratycznej | nr 18           | 28 056 (7,06%) |              |
| 1997   | Sejm III kadencji | Sojusz Lewicy Demokratycznej | nr 18           | 12 533 (3,68%) |              |